# Antouman Saho
Antouman Saho (* 11. Dezember 1950) ist ein Politiker und Diplomat im westafrikanischen Staat Gambia.

## Leben
Saho war von 1970 bis 1974 bei der gambischen Hafenbehörde und von 1975 bis 1981 bei den Polizeikräften Gambias als Schiffsingenieur beschäftigt. Ab 1981 diente er in der gambischen Armee bis zum Rang eines Major in der Marine-Einheit. Nach dem Militärputsch von 1994 war bis 1995 Bürgermeister von Banjul. 1996 wurde er der erste Botschafter Gambias in der Republik China (Taiwan), dieses Amt führte er bis 1997. Danach war er bis 2001 Hochkommissar in Senegal und bis 2002 Hochkommissar in Sierra Leone. Von 2003 bis 2004 diente er als Botschafter in Guinea-Bissau und ab Februar 2007 war er Botschafter in den Vereinigten Arabischen Emiraten.
Am 11. Juni 2009 wurde Saho von Präsident Yahya Jammeh als Minister für Fischerei, Wasserwirtschaft und Angelegenheiten der Nationalversammlung (englisch Minister of Fisheries, Water Resources and National Assembly Matters) als Nachfolger von Yankuba Touray ins Kabinett berufen.
Am 4. Februar 2010 wurde Saho von Lamin Kaba Bajo abgelöst. Nachdem er drei Monate verhaftet und inhaftiert war, wurde er eine Woche nach seiner Freilassung erneut verhaftet. Die Gründe der Verhaftungen wurden nicht offiziell erklärt – die Medien spekulierten über Drogenhandel. Eine Anklage erfolgte nicht und im Juli 2020 wurde er von Präsident Jammeh begnadigt.
Saho ist verheiratet und hat fünf Kinder.